# 上天草市立上北小学校
上天草市立上北小学校（かみあまくさしりつ かみきたしょうがっこう）は、かつて熊本県上天草市大矢野町に存在した小学校。

## 沿革
- 1872年（明治5年）- 上村磯の平2290番地に掘立小屋を建て、教育する
- 1876年（明治9年）4月 - 公立上村小学校賤之女分教場設置
- 1879年（明治12年）- 上村・中村二か村組合立大野尋常小学校諏訪之原分教室と改称
- 1880年（明治13年）- 賤之女分校舎を字諏訪原に移転。
- 1892年（明治25年）- 上村字賤之女小屋敷320番地に移転
- 1905年（明治38年）10月1日 - 学校組合を解消し、上村尋常小学校賤之女分教場と改称
- 1914年（大正3年）5月9日 - 現在地に移転
- 1918年（大正7年）4月1日 - 上村尋常高等小学校賤之女分教場と改称
- 1919年（大正8年）- 上村実業補習学校賤之女分教室併置
- 1941年（昭和16年）4月1日 - 上村立上国民学校賤之女分校と改称
- 1947年（昭和22年）4月1日 - 上村立上小学校賤之女分校と改称。
- 1954年（昭和29年）4月1日 - 大矢野町立上小学校賤之女分校と改称
- 1982年（昭和57年）4月1日 - 上小学校から独立し上北小学校開校
- 2004年（平成16年）- 上天草市立上北小学校と改称
- 2012年（平成24年）- 上天草市立上小学校へ統合

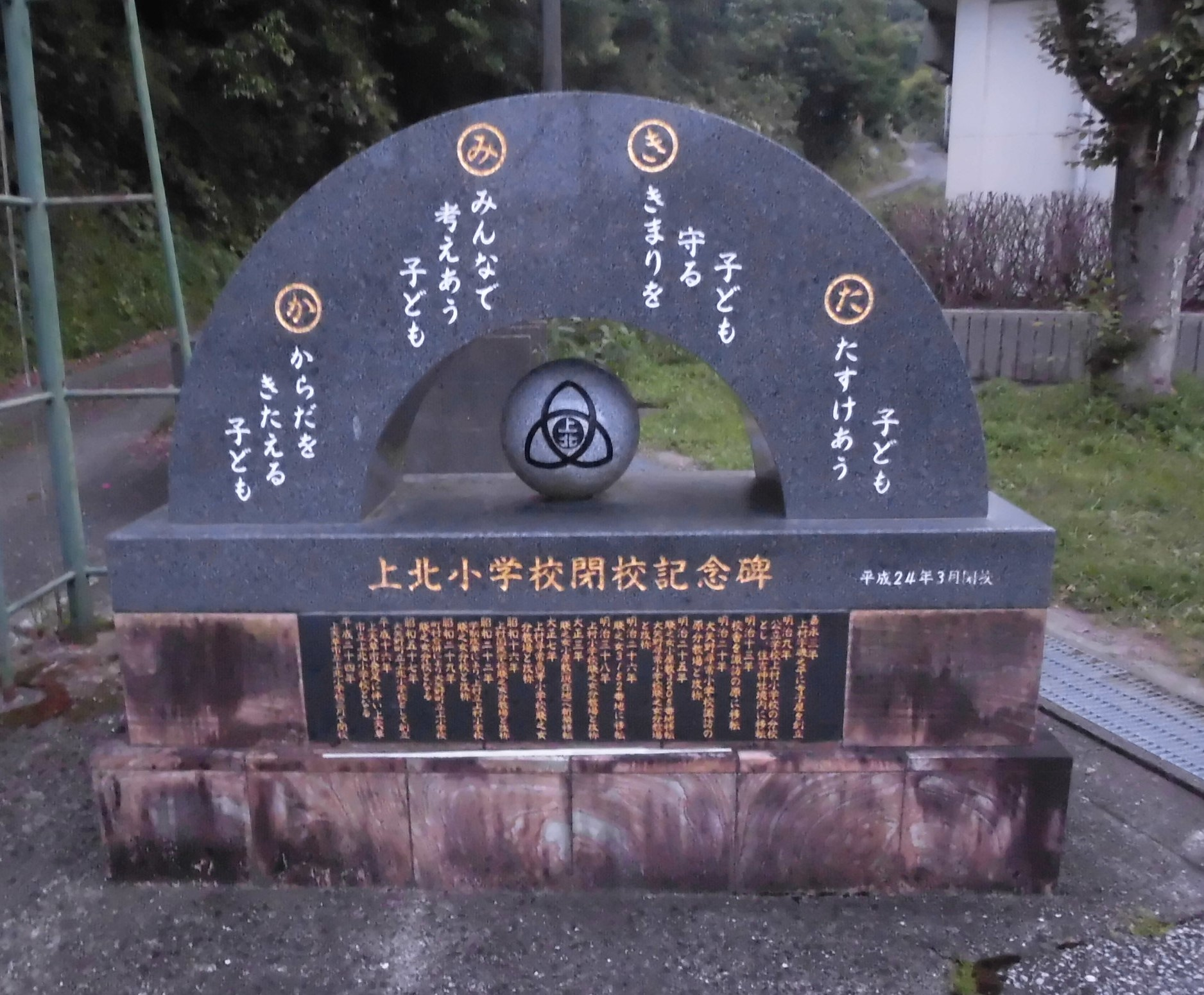
閉校記念碑